# 투 타이어드 투 다이
《투 타이어드 투 다이》(영어: Too Tired to Die)는 미국, 한국에서 제작된 진원석 감독의 1998년 코미디 드라마 영화이다. 가네시로 다케시, 미라 소비노, 김혜수 등이 출연하였고, 도나 L. 배스컴 등이 제작에 참여하였다.
1997년 6월 촬영되었으며 1998년 1월 20일 선댄스 영화제의 아메리칸 스펙트럼 부문에 초연되었다.

## 출연
- 가네시로 다케시
- 미라 소비노
- 제프리 라이트
- 마이클 임피리올리
- 지노 레크너
- 벤 거자라
- 샌드라 프로스퍼
- 데이비드 손턴
- 아이다 터투로
- 김혜수
- 제이미 해럴드

## 기타 제작진
- 라인 제작: E. 베넷 월시
- 배역: 실라 재피, 조지앤 워컨
- 의상: 멀리사 토스